# دون رايت (صحفي)
دون رايت (بالإنجليزية: Don Wright)‏ هو صحفي أمريكي، ولد في 23 يناير 1934 في لوس أنجلوس في الولايات المتحدة.